# Cyrestis cocles
Cyrestis cocles is een vlinder uit de familie van de Nymphalidae. De wetenschappelijke naam van de soort is voor het eerst geldig gepubliceerd in 1787 door Johann Christian Fabricius.